# Конти (Яроцинський повіт)
Конти (пол. Kąty, нім. Konty) — село в Польщі, у гміні Яроцин Яроцинського повіту Великопольського воєводства.
Населення — 93 особи (2011).
У 1975-1998 роках село належало до Каліського воєводства.

## Демографія
Демографічна структура станом на 31 березня 2011 року:
|          | Загалом | Допрацездатний вік | Працездатний вік | Постпрацездатний вік |
| -------- | ------- | ------------------ | ---------------- | -------------------- |
| Чоловіки | 45      | 5                  | 36               | 4                    |
| Жінки    | 48      | 7                  | 33               | 8                    |
| Разом    | 93      | 12                 | 69               | 12                   |